# Furlanska marka
Furlanska marka je bila karolinška obmejna marka, ustanovljena leta 776 kot nadaljevanje Langobardske vojvodine Furlanije, ustanovljene proti Slovanom in Avarom. Leta 952 je bila predana Vojvodini Bavarski kot Veronska marka. Njeno ozemlje je obsegalo dele današnje Italije, Slovenije in Hrvaške.

## Zgodovina
Karel Veliki je po obleganju Pavije leta 774 osvojil italijansko Langobardsko kraljevstvo pod vodstvom kralja Deziderija, in sprva dovolil langobardskemu vojvodi Hrodgaudu, da še naprej vlada v Furlaniji. Karel Veliki je Istrsko marko priključil Furlaniji. Po Letopisih Frankovskega kraljestva se je Hrodgaud dve leti kasneje uprl in se razglasil za kralja Langobardov. Karel Veliki je ponovno odšel v Italijo in porazil vojvodove sile. Hrodgauda je odstavil in ga dal ubiti. Avtonomno langobardsko vojvodstvo je bilo razpuščeno in vključeno v Frankovsko cesarstvo. Od leta 776 so Furlanijo vodili frankovski namestniki, ki so še naprej nosili naziv dux Foroiuliensis. Nekdanji langobardski vojvodini je dodal Panonijo kot sestavni del svojega Karolinškega cesarstva za obrambo pred vpadi Avarov in Hrvatov .
Februarja 828 je cesar Ludvik Pobožni na cesarskem zboru v Aachnu odstavil zadnjega furlanskega vojvodo Baldrika, ker ni mogel braniti panonske meje pred četami bolgarskega kana Omurtaga. Vojvodstvo je bilo razdeljeno na štiri grofije, ki so bile leta 846 ponovno združene v del srednje frankovskega kraljestva, ki mu je vladal Ludvikov najstarejši sin, cesar Lotar I. Svojemu svaku Eberhardu iz frankovskih Unruochingov je Furlanijo podelil z naslovom dux, čeprav so se njegovi nasledniki imenovali marchio: »mejni grof«.
Eberhardov sin Berengar, furlanski mejni grof od leta 874, je bil po odstavitvi Karla Debelega leta 887 izvoljen za kralja Italije. Njegova izvolitev je pospešila desetletja tekmovanj za prestol med tekmeci. Berengar se je poklonil vzhodnofrankovskemu kralju Arnulfu Koroškemu, kljub temu pa je leta 889 izgubil krono od spoletskega vojvode Gvida III., ki jo je uspel ponovno zavzeti šele leta 905. Medtem je, zastopan po svojem svetovalcu Walfredu v mestu Verona, ostal gospodar v Furlaniji, ki je bila vedno baza njegove podpore. Po Berengarjevi smrti leta 924 so njegovi privrženci za kralja izvolili Huga Arleškega.
Kralj Hugo ni imenoval novega mejnega grofa in marka je ostala prazna. Ostala je politična delitev frankovskega kraljestva Italije do uzurpacije prestola s strani Berengarja II. po smrti Hugovega sina kralja Lotairja II. leta 950. Nemški kralj Oton I., ki ga je poklicala Lotairjeva vdova Adelaida Burgundska, je izkoristil priložnost in osvojil Italijo, odstavil Berengarja II. in se poročil z Adelaido. Spor je bil rešen na zboru v Augsburgu leta 952, kjer je Berengarju II. dovolili, da kot nemški vazal obdrži kraljevi naziv, vendar je moral Furlanijo kot Veronsko marko prepustiti bavarskemu vojvodi Henriku I., bratu kralja Otona I. 2. februar 962 je bil Oton v Rimu okronan za svetorimskega cesarja, odstavil kralja Berengarja II., ga aretiral in eno leto kasneje izgnal. Njegovo preostalo italijansko kraljestvo je postalo sestavni del Svetega rimskega cesarstva.
Veronsko marko so imeli koroški vojvode od leta 976 daleč v visoki srednji vek. Leta 1077 je nemški kralj Henrik IV. oglejskemu patriarhatu podelil furlansko ozemlje vzhodno od reke Tilment.

## upravitelji

### vojvode
- 776 – 787 Marcarius
- 789 – 799 Erik
- 799 – 808 Hunfrid
- 808 – 817 Aio
- 817 – 819 Cadalaus
- 819 – 828 Balderik

### mejni grofje
- 830 – 866 Eberhard (tudi dux Foroiuli )
- 866 – 874 Unroch (III.)
- 874 – 890 Berengar, tudi cesar Svetega rimskega cesarstva
- 891 – 896 Walfred
- 896 – 924 Berengar, tudi cesar Svetega rimskega cesarstva
- 924 – 952 Berengar II.